# Dittenbrunnhof

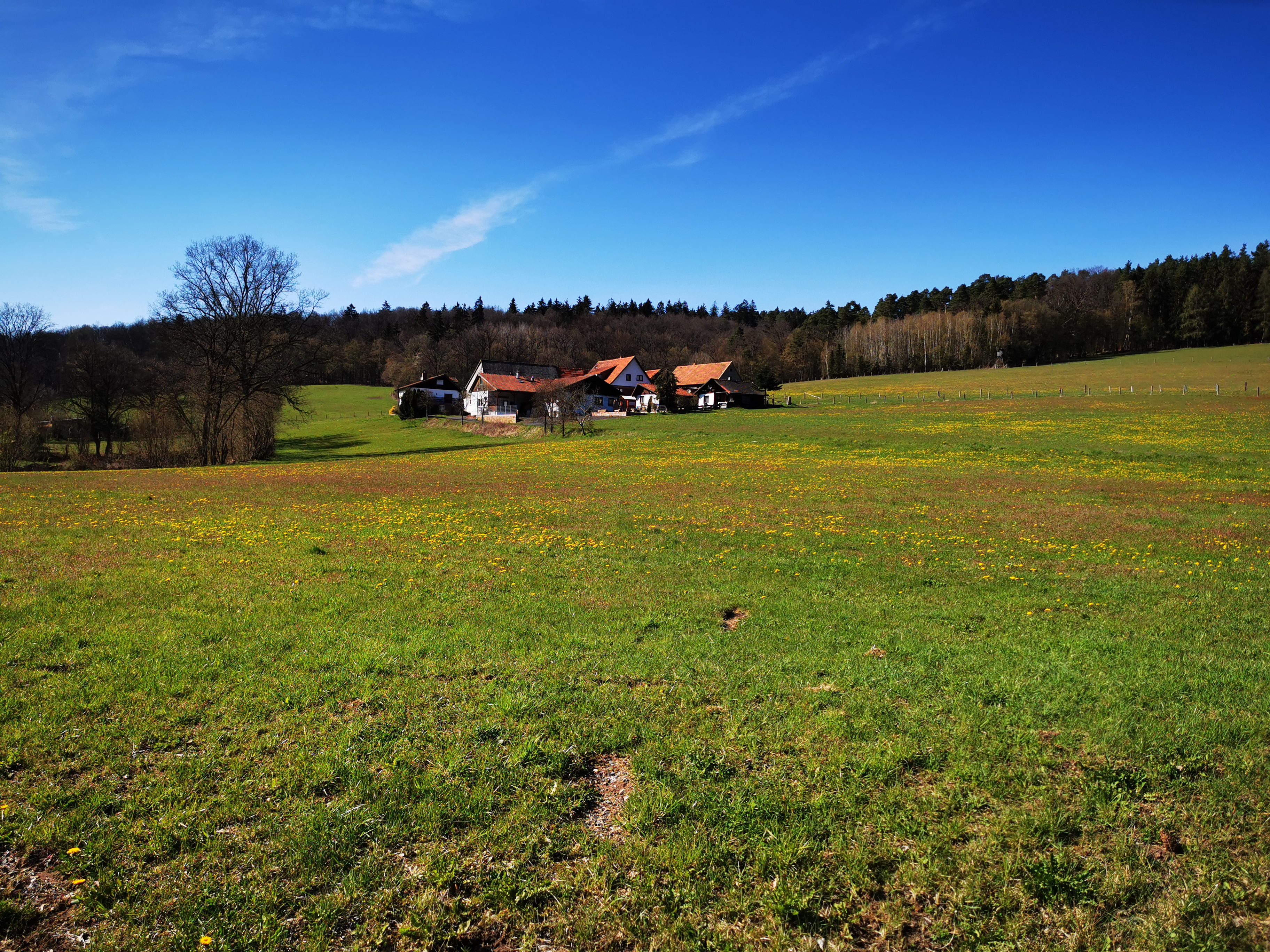
Dittenbrunnhof

Der Dittenbrunnhof steht an der Stelle des früheren Dorfes Dittenbrunn und gehört heute zu der Gemeinde Sinntal, Main-Kinzig-Kreis, im Bundesland Hessen in Deutschland.
Der Hof liegt 2,5 km südlich von Altengronau.

## Geschichte

### Dorf
Das Dorf Dittenbrunn gehörte dem Kloster Fulda. 1339 war es von dort an das Adelsgeschlecht der Küchenmeister verpfändet, 1351 wurde es vom Kloster Fulda an die von Thüngen verkauft. Von dort gelangten eine Reihe von Rechten an die von Hutten. Das Dorf gehörte im Heiligen Römischen Reich zunächst zur Herrschaft, später zur Grafschaft Hanau und folgend zur Grafschaft Hanau-Münzenberg. Es war Teil des Gerichts Altengronau. Den Grafen von Hanau gelang es allerdings nicht, im Prozess der Territorialisierung das Gericht Altengronau vollständig in ihre Grafschaft einzubinden. 1453 wird das Dorf als Teil des Gerichtes Altengronau erwähnt, 1485 wird es dann als „wüst“ bezeichnet.

### Hof
In einem 1526 geschlossenen Vertrag wurde festgelegt, dass dem Grafen von Hanau in Dittenbrunn die hohe, den von Hutten die niedere Gerichtsbarkeit zustehe. Ob daraus geschlossen werden kann, dass hier wieder eine Siedlung bestand, muss offengelassen werden. In Nachfolge des Dorfes entstand jedenfalls ein einzelner Hof, Dittenbrunnhof genannt. Er hatte 1895 zehn Bewohner.

### Spätere Territorialentwicklung
Nach dem Tod des letzten Hanauer Grafen, Johann Reinhard III. im Jahr 1736 erbten die Landgrafen von Hessen-Kassel die gesamte Grafschaft Hanau-Münzenberg. Das Areal des Dittenbrunnhofes gehörte so später zum Kurfürstentum Hessen und nach dessen Verwaltungsreform von 1821 zum Landkreis Schlüchtern. Der Hof gehört heute zur Gemeinde Sinntal, und damit seit der Hessischen Gebietsreform zum Main-Kinzig-Kreis.

## Historische Namensformen
Historische Namensformen des Dorfes waren:
- Tittinborn (1339)
- Tyetenburnen (1339)
- Tottinborn (1346)
- Duttenborren (1453)